# Normandy Park
Normandy Park és una població dels Estats Units a l'estat de Washington. Segons el cens del 2000 tenia 6.392 habitants.

## Demografia
Segons el cens del 2000, Normandy Park tenia 6.392 habitants, 2.609 habitatges, i 1.933 famílies. La densitat de població era de 1.003,2 habitants per km².
Dels 2.609 habitatges en un 30,1% hi vivien nens de menys de 18 anys, en un 65,5% hi vivien parelles casades, en un 6,3% dones solteres, i en un 25,9% no eren unitats familiars. En el 22% dels habitatges hi vivien persones soles l'11,7% de les quals corresponia a persones de 65 anys o més que vivien soles. El nombre mitjà de persones vivint en cada habitatge era de 2,45 i el nombre mitjà de persones que vivien en cada família era de 2,86.
Per edats la població es repartia de la següent manera: un 22,2% tenia menys de 18 anys, un 5% entre 18 i 24, un 21,9% entre 25 i 44, un 30,6% de 45 a 60 i un 20,3% 65 anys o més.
L'edat mediana era de 46 anys. Per cada 100 dones de 18 o més anys hi havia 92,2 homes.
La renda mediana per habitatge era de 70.367 $ i la renda mediana per família de 78.102 $. Els homes tenien una renda mediana de 54.500 $ mentre que les dones 40.018 $. La renda per capita de la població era de 33.845 $. Aproximadament el 2% de les famílies i el 4% de la població estaven per davall del llindar de pobresa.

## Poblacions més properes
El següent diagrama mostra les poblacions més properes.